# Cory Higgins
Courdon "Cory" Higgins (Danville, Califòrnia, 14 de juny de 1989) és un jugador de bàsquet estatunidenc que forma part de la plantilla del FC Barcelona. Amb 1,97 metres d'alçada, juga en la posició d'escorta. És fill del també jugador de bàsquet Rod Higgins.

## Trajectòria esportiva
Va jugar durant quatre temporades amb els Buffaloes de la Universitat de Colorado, en les quals va fer una mitjana de 15,2 punts i 2,4 assistències per partit. Triat en els seus tres últimes temporades en el tercer millor quintet de la Big 12 Conference, va acabar la seva carrera amb el rècord de la seva universitat de punts anotats, 2.001. Va aconseguir a més el rècord de la seva universitat i de la seva conferència en tirs lliures anotats de forma consecutiva, amb 45, aconseguits al llarg de 8 partits en la seva temporada sophomore.

### Professional
Després de no ser triat al Draft de l'NBA del 2011, va ser convidat a la pretemporada dels Denver Nuggets, però va ser acomiadat sense arribar a començar la competició.
Va ser seleccionat pels Erie BayHawks en la primera ronda del draft de l'NBA D-League, on va jugar 5 partits, en els quals va fer una mitjana de 12,6 punts i 4,2 rebots per partit.
Al desembre de 2011 va fitxar pels Charlotte Bobcats, sent tallat al desembre de 2012. Al mes següent va tornar a la disciplina dels Erie BayHawks, club en el qual va estar fins al final de la temporada 2012-13.
El 21 d'octubre de 2013 es va anunciar el seu fitxatge per un any amb l'equip rus del BC Triumph Lyubertsy.
El juny de 2014 signaria per un any amb l'equip turc del Gaziantep Basketbol.
L'1 de juliol de 2015 fitxa pel PBC CSKA Moscou per un any més altre opcional. Aquest any opcional es va fer efectiu i el 26 de juny de 2017 ambdues parts van acordar una renovació per dos anys més, fins al final de la temporada 2018-19. L'11 de juny de 2019 l'equip moscovita va anunciar la no renovació de Higgins.
El 3 de juliol de 2019 es va fer oficial el seu fitxatge per tres anys amb el Futbol Club Barcelona. La temporada 2020-21 va arribar amb el Barça a la final de l'Eurolliga (derrota contra l'Efes Pilsen), i va guanyar contra el Reial Madrid la Copa del Rei (essent designat MVP de la final) i la Lliga ACB amb els blaugrana.

## Palmarès

### CSKA Moscou
- Eurolliga (2): 2016 i 2019
- VTB United League (4): 2016, 2017, 2018 i 2019

### FC Barcelona
- Lliga ACB (1): 2021
- Copa del Rei (1): 2021